# 中国戏曲表演学会
中国戏曲表演学会是中华人民共和国戏曲表演工作者组成的社会团体，1993年在北京市成立，由中华人民共和国文化和旅游部主管。